# Millery (Rhône)
Millery is een gemeente in het Franse departement Rhône in regio Auvergne-Rhône-Alpes en telde op 1 januari 2022 4.323 inwoners.

## Geschiedenis
Tot de vorming van de Métropole de Lyon op 1 januari 2015 maakte Millery deel uit van het arrondissement Lyon. Aangezien Millery niet werd opgenomen in de métropole werd de gemeente overgeheveld naar het arrondissement Villefranche-sur-Saône. Ook werd een strook aan de Rhône van de gemeente afgescheiden en toegevoegd aan de buurgemeenten Grigny en Vernaison om een corridor te vormen tussen beide gemeenten die wel onderdeel werden van de Métropole de Lyon. Hierdoor grenst de gemeente niet meer aan Sérézin-du-Rhône en Ternay.

De corridor van de Métropole de Lyon

## Geografie
De oppervlakte van Millery bedroeg op 1 januari 2022 9,22 vierkante kilometer; de bevolkingsdichtheid was toen 468,9 inwoners per km².

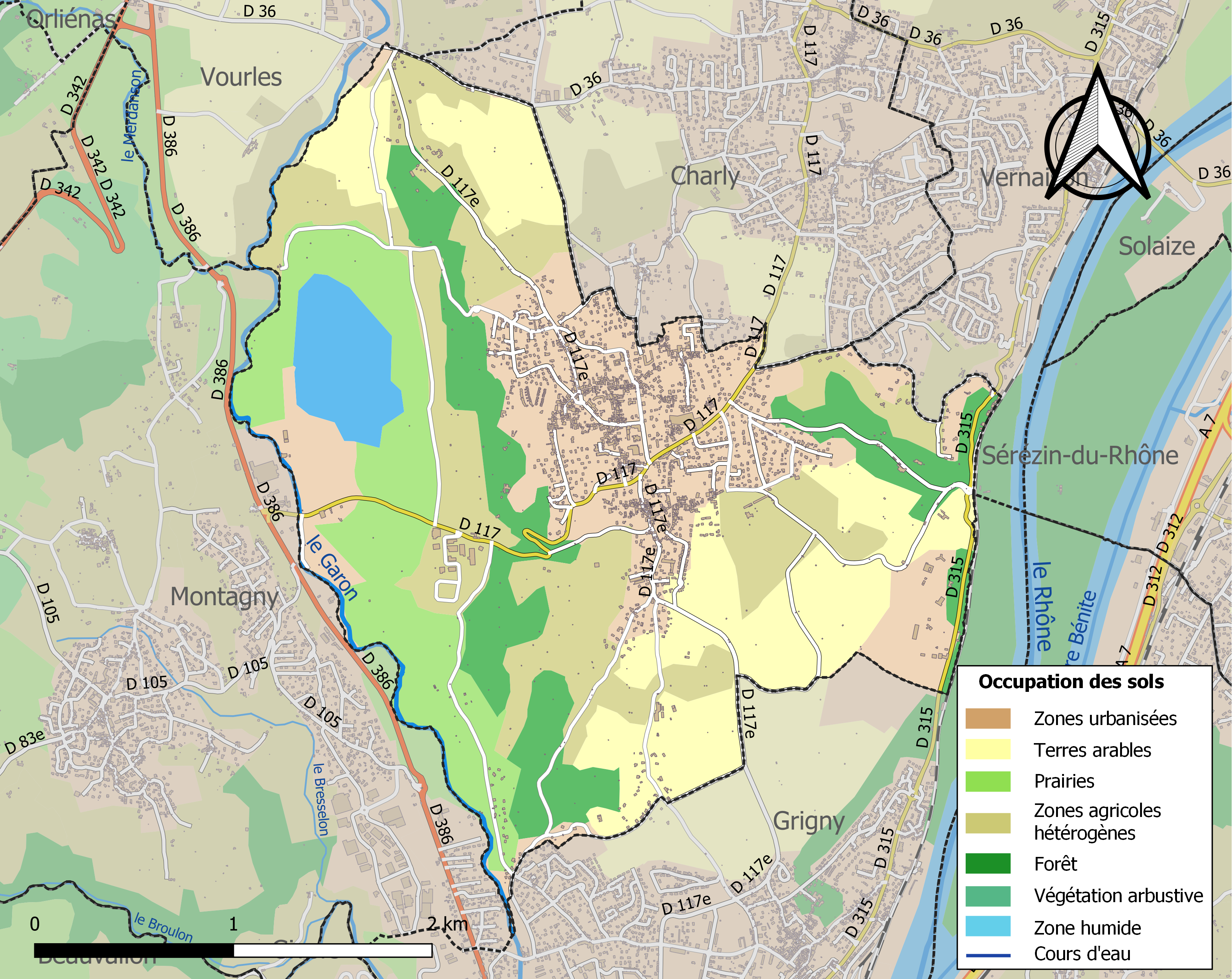
Kaart van de gemeente met de belangrijkste infrastructuur, bodemgebruik en omliggende gemeenten

## Demografie
Onderstaande figuur toont het verloop van het inwonertal (bron: INSEE-tellingen).